# Jouliks
Pour plus de détails, voir Fiche technique et Distribution.
Jouliks est un film québécois réalisé par Mariloup Wolfe sorti en 2019, d'après la pièce éponyme de la scénariste et auteure Marie-Christine Lê-Huu, présenté en 2005 au Centre du Théâtre d'Aujourd'hui.
Le mot « Joulik » en russe signifie « voyou ».

## Synopsis
Au début des années 1970, Yanna, 7 ans, vit dans une maison délabrée au bout d'un rang de campagne à Bury dans les Cantons-de-l'Est. Malgré son âge, elle ne va pas à l'école par choix de ses parents qui lui préfèrent une éducation libre et anticonformiste. Ces derniers vivent une relation passionnée malgré les départs réguliers du père pour la région de Toronto où il va retrouver les siens. Un jour, alors qu'il revient d'un de ses voyages, il découvre que ses beaux-parents viennent exceptionnellement rendre visite à leur fille pour ses 30 ans. Sa mère n'a jamais accepté ce choix de vie de sa fille et encore moins le conjoint de celle-ci. Le choc des valeurs est assuré.

## Fiche technique
- Titre original : Jouliks
- Réalisation : Mariloup Wolfe
- Scénario : Marie-Christine Lê-Huu
- Musique : Jean-Phi Goncalves
- Direction artistique : Marc Ricard
- Costumes : Ginette Magny
- Maquillage : Jeanne Lafond
- Coiffure : Anne-Marie Lanza
- Photographie : Jonathan Decoste
- Son : Normand Lapierre, Christian Rivest, Gavin Fernandes (en)
- Montage : Cédric Coussy, Carina Baccanale
- Production : Annie Blais, Claude Veillet
- Société de production : Films Vision 4
- Sociétés de distribution : Téléfiction Distribution
- Budget : 4,1 millions $ CA[2]
- Pays de production :  Canada
- Langue originale : français
- Format : couleur
- Genre : drame
- Durée : 114 minutes
- Dates de sortie :
  - France : 16 octobre 2019 (première internationale au Festival de cinéma québécois des grands lacs à Biscarrosse)[3]
  - Canada : 22 octobre 2019 (première québécoise au Théâtre Maisonneuve de la Place des Arts de Montréal)[4]
  - Canada : 28 octobre 2019 (Festival du cinéma international en Abitibi-Témiscamingue (FCIAT))
  - Canada : 1er novembre 2019 (sortie en salle au Québec)
  - Canada : 31 janvier 2020 (VSD)

## Distribution
- Lilou Roy-Lanouette : Yanna
- Jeanne Roux-Côté : Véra
- Victor Andrés Trelles Turgeon : Zak
- Christiane Pasquier : Marguerite, la mère de Véra
- Michel Mongeau : François, le père de Véra
- Jérémie Earp : William
- Melissa Toussaint : Lorna, l'amie de Véra
- Paul Ahmarani : directeur d'école
- Igor Ovadis : Obrane
- Bobo Vian : Shana
- Virgil Serban : Mihal
- Dusan Dukic : Darian
- Francesca Bárcenas : Marissa

## Autour du film
Jouliks est le deuxième long-métrage de Mariloup Wolfe, dix ans après sa première réalisation, Les Pieds dans le vide, une comédie dramatique tièdement accueillie par la critique. Entre ces deux films, Mariloup Wolfe réalise des épisodes des télé-séries Ruptures et Hubert et Fanny.
Le film est l'adaptation d'une pièce de théâtre de Marie-Christine Lê-Huu qui, durant l'hiver 2005, avait été montée presque simultanément au Théâtre des Sources,  en France, et au Théâtre d'Aujourd'hui  à Montréal.  La distribution montréalaise comprenait notamment Suzanne Clément, Aubert Pallascio et Marie-Christine Lê-Huu elle-même.
En adaptant sa pièce pour le cinéma, Marie-Christine Lê-Huu s'éloigne un peu de son propre texte. Alors que l'œuvre théâtrale reste floue quant au lieu et au moment de l'action, le film se déroule précisément dans le Québec des années 1970.

## Accueil
À sa sortie, le film est l'objet de certains reproches de membres de la population rom qui jugent que le film véhicule une représentation fausse de leur mode de vie.
La critique, de son côté, est nettement favorable. Éric Moreau, du Soleil parle d'un drame « brillant et touchant ».  Dans Le Devoir, André Lavoie juge que « Mariloup Wolfe se révèle ici précise et inspirée pour diriger l’ensemble de la distribution ».